# Молодечно
Молодечно (блр. Маладзе́чна; рус. Молоде́чно) је град у Минској области у Републици Белорусији и административни је центар Молодечанског рејона.
Град се налази на обалама реке Уша на око 73 км северозападно од главног града земље Минска.
Према попису из 2009. у граду је живело 97.600 становника.

## Порекло имена
Име града води порекло од некадашње реке Молодачанке која је ишчезла услед обимних мелиорационих радова у том подручју.

## Историја
Насеље Молодечно се први пут помиње 1388. у писму књаза Димитрија Аљгердовича упућеном књазу Владиславу, као утврђење на десној обали реке Уше. Била је то грађевина опасана каменим зидом висине 3,5 метра и дужине до 11 m. Кнез Жигмунд Пољски је 1501. насеље предао на управу извесном велможи Мстиславу који је био у обавези да обезбеђује сигуран прелазак преко реке за ловце и велможе. У наредна века град је променио неколико господара.
Подручје је постало део Руске Империје 1793. године. Школа је отворена 1864, а 1871. подигнута је и прва православна црква посвећена Покрову Пресвете Богородице (која и данас стоји на централном градском тргу). Кроз град је 1873. прошла железница која је повезивала Минск са Вилнусом, а са проласком железнице која је повезивала Санкт Петербург та Полоцк са Гродном, Молодечно постаје и важно саобраћајно раскршће.
Уочи почетка Првог светског рата у граду је живело преко 2.000 становника, док је током самог рата у њему била стационирана 10. руска армија. Након краткотрајне немачке окупације од фебруара до децембра 1918. у граду су током Руског грађанског рата стационирани бољшевички одреди. Као последица Пољско-совјетског рата, а према одредбама Ришког мира (1921) Молодечно постаје део Пољске. Године 1926. постаје административни центар посебног повјата у оквирима Вилнуског војводства, а 1929. добија и одређена градска права.
Године 1939. град постаје саставни део Белоруске ССР, односно Совјетског Савеза. Током нацистичке окупације (од 26. јуна 1941. до 5. јула 1944) у североисточном делу града постојао је концентрациони логор за ратне заробљенике Шталаг 342 у којем је побијено око 33.000 заробљеника.

## Становништво
Према процени, у граду је 2012. живело 93.736 становника.
| 1979.  | 1989.  | 1999.  | 2009.  | 2012.  |
| ------ | ------ | ------ | ------ | ------ |
| 72.612 | 91.726 | 91.726 | 94.282 | 93.736 |

## Партнерски градови
Град Молодечно има потписане уговоре о међународној сарадњи са следећим гардовима:
| - Бор, Русија - Череповец, Русија - Калуга, Русија - Коломна, Русија | - Ирпињ, Украјина - Флорешти, Молдавија - Паневежис, Литванија - Пјотриков Трибуналски, Пољска | - Сокулка, Пољска - Велинград, Бугарска - Еслинген ам Некар, Немачка - Јелгава, Летонија |